# Базаревич Григорій Федорович
Григорій Федорович Базаревич (біл. Рыгор Фёдаравіч Базарэвіч) (18?? — 19??) — білоруський політичний діяч. Білоруський консул в Києві (1918).

## Життєпис
У 1918 році виконував обов'язки юрисконсульта та члена правління Білоруської торговельної палати в Києві, яка пропонувала «вигідні умови» білоруським виробникам щодо представництва їхніх інтересів для продажу в Україні товарів і планувала «виклопотати право» на вивіз до Білорусі продуктів продовольства.
30 жовтня 1918 р. — Народний секретаріат Білоруської Народної Республіки надав Григорію Базаревичу повноваження тимчасового керівника Білоруського генерального консульства в Києві «з усіма присвоєними йому і витікаючими з його становища правами і обов'язками». Новий консул не зміг прискорити налагодження білорусько-українського товарообміну через неоднозначне ставлення до діяльності Білоруської торговельної палати з боку Української Держави. МЗС Української Держави звернулось зі своїми застереженнями до Мінська 25 листопада 1918 р. Ситуацію був покликаний змінити приїзд до Києва 28 листопада 1918 р. Олександра Цвікевича